# 栃木県庁
栃木県庁（とちぎけんちょう）は地方公共団体である栃木県の行政機関（役所）である。

## 沿革
- 1869年 - 日光県を設置。
- 1871年 - 廃藩置県により宇都宮県、壬生県、烏山県、黒羽県、大田原県、佐野県、足利県、吹上県を設置。同年、下野国北部に宇都宮県、烏山県、黒羽県、大田原県を統合して宇都宮県（県庁：河内郡宇都宮）が、下野国南部に壬生県、吹上県、佐野県、足利県、日光県を統合し上野国南東部の山田郡、新田郡、邑楽郡を加えて栃木県（県庁：都賀郡栃木）を設置。
- 1873年 - 宇都宮県と栃木県が合併し栃木県となり、県庁を栃木に置く。
- 1876年 - 山田郡、新田郡、邑楽郡を群馬県に移管し、ほぼ現在の形となる。同年、県庁舎を上棟。
- 1884年 - 宇都宮に新県庁を開庁（栃木県庁の移転を参照）。
- 1888年 - 県庁舎が焼失。
- 1889年 - 町村制を施行。
- 1890年 - 県庁舎を再建。
- 1891年 - 郡制を施行。
- 1923年 - 郡制を廃止。
- 1936年3月31日 - 県庁舎が全焼。衛生試験場、巡査教習所、県会議事堂は消失は免れる。御真影も無事で宇都宮警察署へ奉還[1]。
- 1938年 - 県庁舎が竣工。
- 1947年 - 初の公選知事小平重吉が就任。
- 1947年 - 昭和天皇の戦後巡幸。正面玄関前に市民奉迎場が設営された[2]。
- 1966年 - 県木「栃の木」、県獣「かもしか」、県鳥「おおるり」を制定。
- 1972年 - 県立美術館を開館。
- 1982年 - 県立博物館を開館。
- 1985年 - 「6月15日」を県民の日と決定。
- 2001年 - 福田昭夫知事、県庁の現地建て替えと一部保存を表明。
- 2008年 - 4代目県庁舎の正面部分の移築復元工事が完成し「昭和館」として開館。
- 2021年11月1日 - 栃木県条例を左横書き化。

## 組織
[表示]をクリックすると一覧を表示。2020年4月1日現在。
- 知事
  - 副知事
    - 総合政策部
      - 総合政策課［とちぎブランド戦略室・秘書室］、デジタル戦略室、市町村課、地域振興課
      - 東京事務所

    - 経営管理部
      - 財政課、人事課、行政改革ICT推進課[内部監査室]、職員厚生課、文書学事課［情報公開推進室］、管財課［財産活用推進室］、税務課
      - 県税事務所［宇都宮・鹿沼・真岡・栃木・矢板・大田原・安足］、自動車税事務所［佐野支所］

    - 県民生活部
      - 県民文化課［県民協働推進室］、危機管理課、消防防災課、くらし安全安心課［消費者行政推進室（消費生活センター）］、統計課、広報課［県民プラザ室］、人権・青少年男女参画課［人権施策推進室］
      - 美術館、博物館、消防学校、とちぎ男女共同参画センター

    - 環境森林部
      - 環境森林政策課［環境立県戦略室］、地球温暖化対策課、環境保全課、自然環境課、廃棄物対策課［県営処分場整備室］、林業木材産業課、森林整備課
      - 環境森林事務所［県西・県東・県北・県南］、小山環境管理事務所、矢板森林管理事務所、林業センター

    - 保健福祉部
      - 保健福祉課、医療政策課［病院経営管理室］、高齢対策課、健康増進課、障害福祉課、こども政策課、生活衛生課、薬務課、国保医療課、指導監査課
      - 保健福祉センター［県西・県東・県南・県北・安足・今市・栃木・矢板・烏山］、保健環境センター、衛生福祉大学校、県南高等看護専門学院、岡本台病院、がんセンター、とちぎリハビリテーションセンター、精神保健福祉センター、児童相談所［中央・県南・県北］、那須学園、動物愛護指導センター、食肉衛生検査所［県南・県北］

    - 産業労働観光部
      - 産業政策課［次世代産業創造室］、工業振興課［ものづくり企業支援室］、経営支援課[中小・小規模企業支援室]、国際課、観光交流課、労働政策課
      - 計量検定所、産業技術センター［繊維技術支援センター・県南技術支援センター・袖織物技術支援センター・窯業技術支援センター］、労政事務所［宇都宮・小山・大田原・足利］、県央産業技術専門校［県北・県南産業技術専門校］

    - 農政部
      - 農政課［農政戦略推進室］、農村振興課、経済流通課、経営技術課、生産振興課、畜産振興課、農地整備課
      - 農業振興事務所［河内・上都賀・芳賀・下都賀・塩谷南那須・那須（那須広域ダム管理支所）・安足］、農業試験場［いちご研究所・原種農場］、農林大学校、農業環境指導センター、水産試験場、家畜保健衛生所［県央・県南・県北］、畜産酪農研究センター［芳賀文分場］

    - 県土整備部
      - 監理課、技術管理課、交通政策課、道路整備課、道路保全課、河川課、砂防水資源課、都市計画課、都市整備課［下水道室］、建築課、住宅課、用地課、総合スポーツゾーン整備室
      - 土木事務所［宇都宮・鹿沼・日光・真岡・栃木・矢板・大田原・烏山・安足］、下水道管理事務所、公園事務所

    - 国体・障害者スポーツ大会局
      - 総務企画課、施設調整課、競技式典課、全国障碍者スポーツ大会課

  - 会計管理者
    - 会計局
      - 会計管理課［契約指導・調達室］
- 行政委員会
  - 教育委員会
    - 事務局
      - 総務課［人権教育室］、施設課、教職員課、学校教育課［児童生徒指導推進室、学力向上推進室］、生涯学習課、スポーツ振興課、文化財課［世界遺産登録推進室］、健康福利課、国体準備室
      - 教育事務所［河内・上都賀・芳賀・下都賀・塩谷南那須・那須・安足］、総合教育センター、文書館、県立学校［中学校・高等学校・特別支援学校］、図書館、足利図書館、芳賀青年の家、太平少年自然の家、美術館、博物館

  - 公安委員会
    - 警察本部

  - 選挙管理委員会
  - 人事委員会 - 事務局 - 総務課
  - 監査委員 - 事務局 - 監査課
  - 労働委員会 - 事務局 - 審査調整課
  - 収用委員会
  - 内水面漁場管理委員会
- 公営企業
  - 企業局
    - 経営企画課、地域整備課、電気課、水道課
    - 今市発電管理事務所［板室管理支所］、北那須水道事務所、鬼怒水道事務所

## ギャラリー

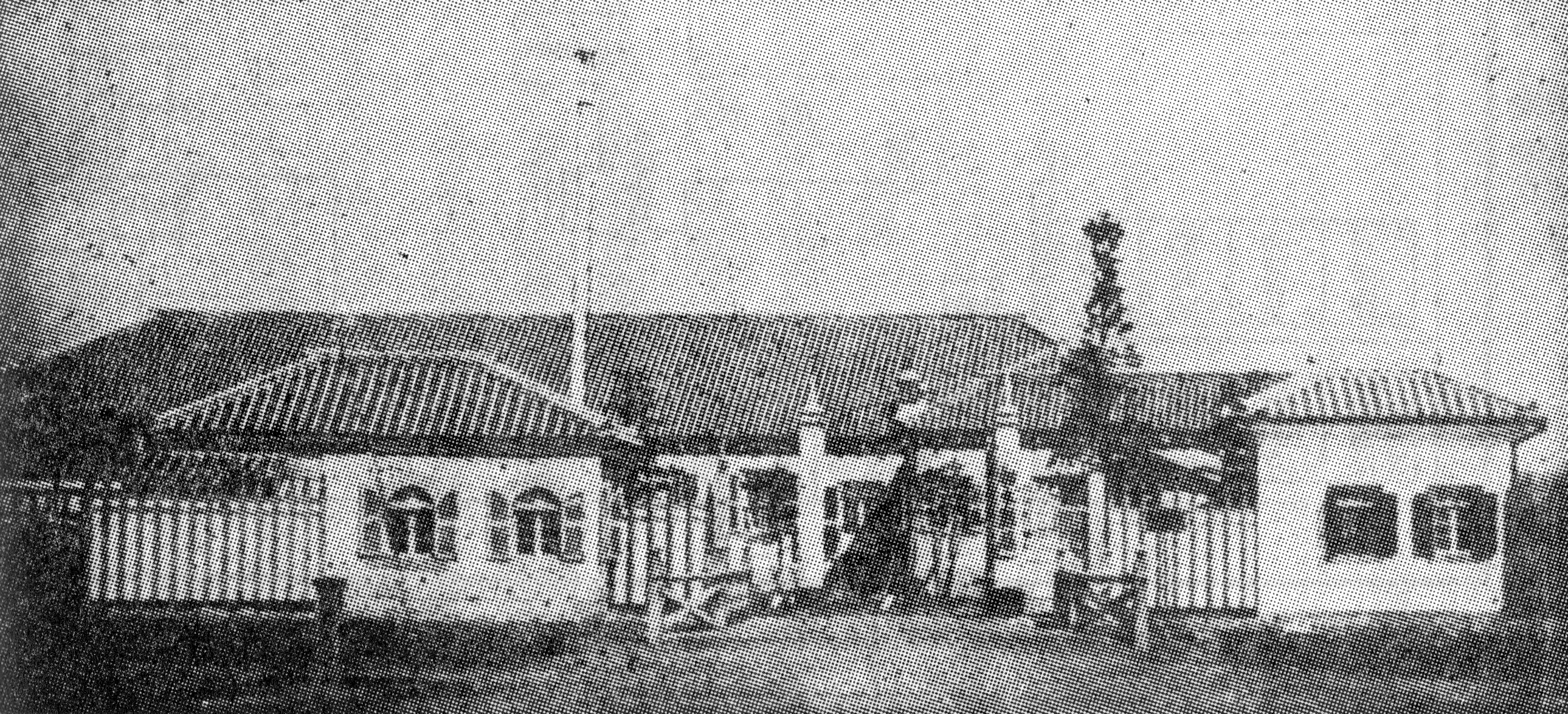
1872年竣工の栃木県庁舎
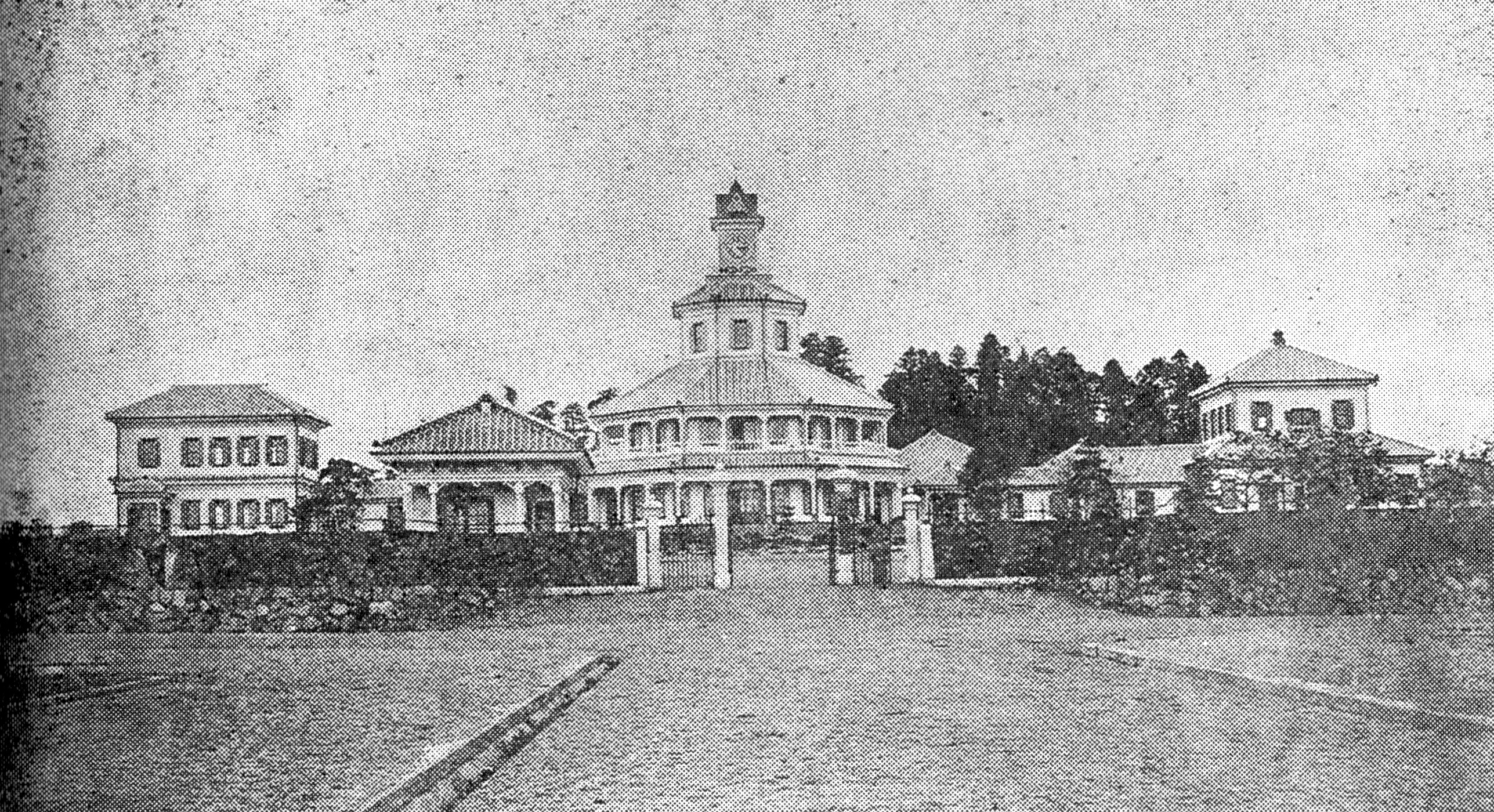
1884年竣工の栃木県庁舎
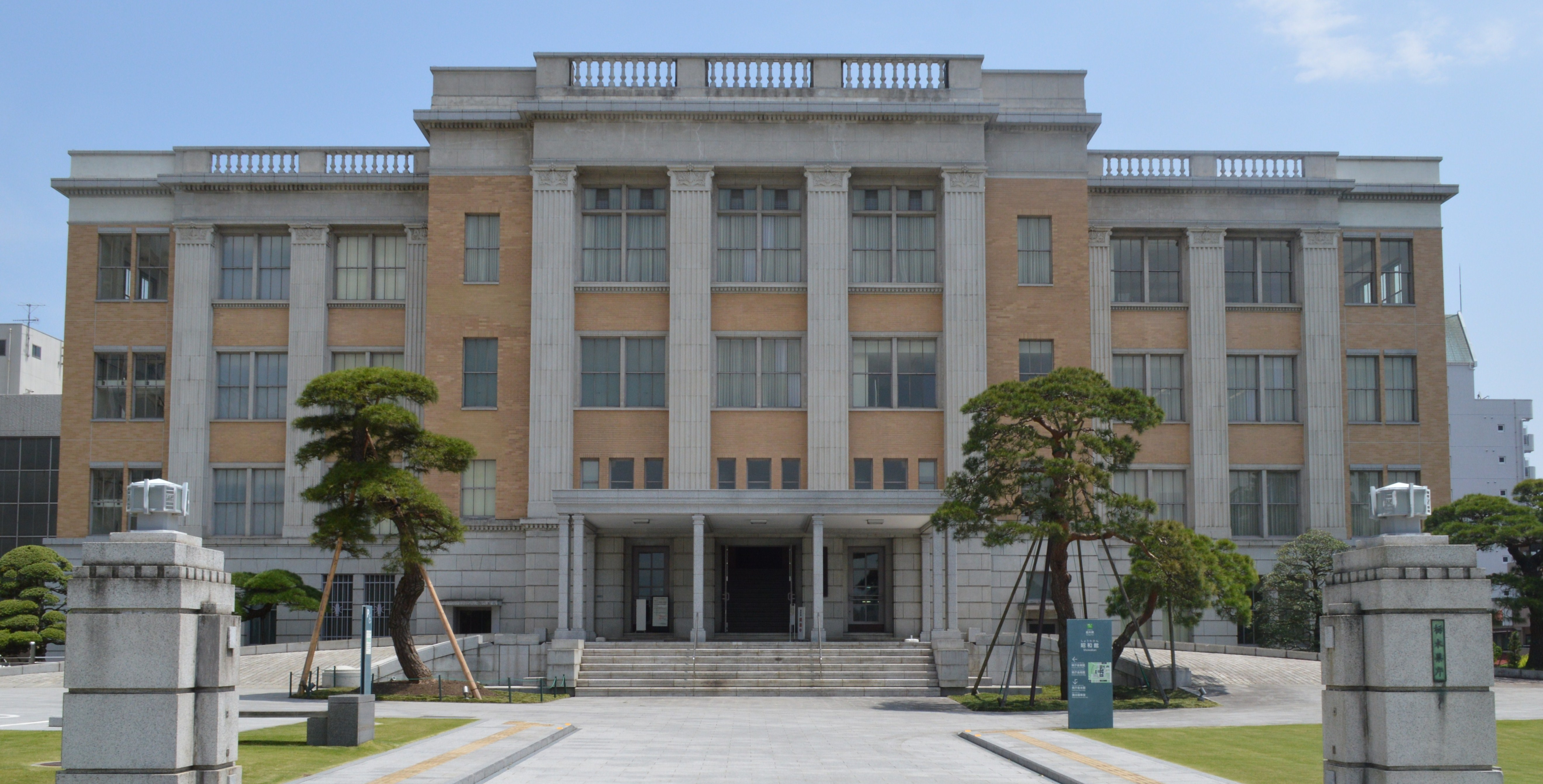
昭和館
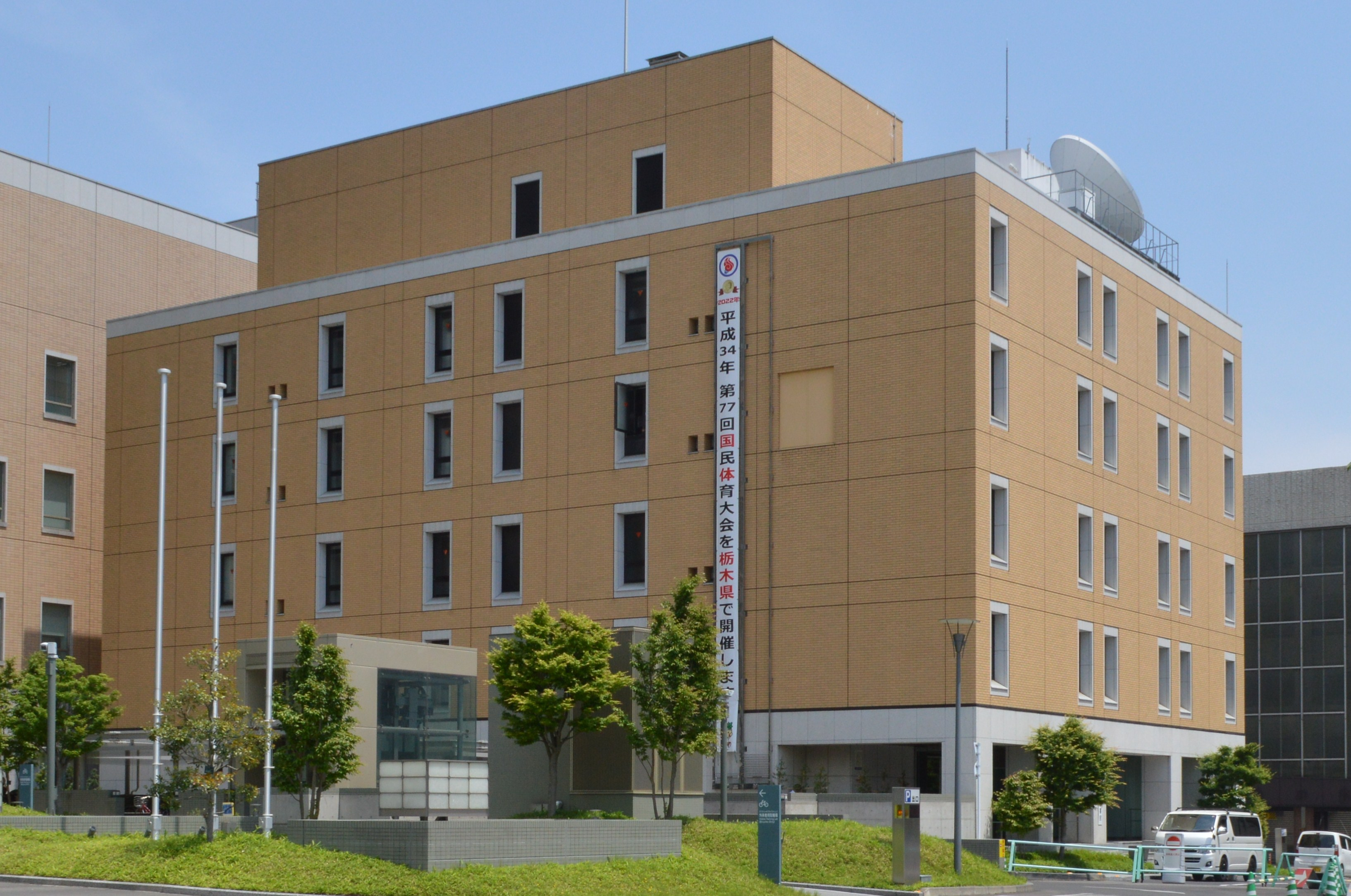
東館

## 県庁みつばちプロジェクト
2017年4月25日、栃木県養蜂組合と宇都宮短期大学附属高等学校の生徒らによって栃木県庁南別館屋上にミツバチの巣箱が設置された。ハチミツは県庁1階ロビーやイベントなどで販売される予定。